# Jeuss
Jeuss (Jentes en français, Dyintè  en patois fribourgeois) est une localité et une ancienne commune suisse du canton de Fribourg, située dans le district du Lac.

## Géographie
Selon l'Office fédéral de la statistique, l'ancienne commune de Jeuss mesurait 178 ha. 8,5 % de cette superficie correspond à des surfaces d'habitat ou d'infrastructure, 80,2 % à des surfaces agricoles, 10,7 % à des surfaces boisées et 0,6 % à des surfaces improductives.
La commune de Jeuss a été intégrée à celle de Morat le 1er janvier 2016.

## Démographie
Selon l'Office fédéral de la statistique, Jeuss compte 415 habitants en 2022. Sa densité de population atteint 233 hab./km2.
Le graphique suivant résume l'évolution de la population du village entre 1850 et 2008 :